# BMW серија 6
BMW серија 6 је спортски аутомобил (grand tourer − GT) више средње класе, који производи немачки произвођач аутомобила BMW од 1976. године. Тренутно се производи четврта генерација. Наследник је модела Е9 купе.
Прва генерација BMW серије 6 (Е24) била је доступна само као купе са двоја врата и производила се од 1976. до 1989. године. Када је серије 6 поново формирана 2003. године за другу генерацију, BMW Е63/Е64, купеу се придружио и каросеријски стил кабриолет. Трећа генерација F06/F12/F13 је представљена 2011. године као купе и кабриолет, а 2012. године се придружује и купе-лимузина са четвора врата (познат као „гран купе”). Када је трећа генерација окончала производњу „гран купе”/купе/кабриолет су пребачени у модернију серију 8. Четврта генерација серије 6 (G32), представљена је средином 2017. године и нуди се само као фастбек каросеријски стил као допуна BMW серије 5 (G30).
BMW М6 високих перформанси производио се за прве три генерације серије 6.

## Историјат

### Прва генерација (E24; 1976–1989)
Прва генерација серије 6 изведена је из BMW серије 5 (Е12). BMW Е24 је прва генерација серије 6 и производио се од 1976. до 1989. године. Представљен је на салону аутомобила у Женеви марта 1976. године. У то време био је веома скуп аутомобил, имао је почетну цену од 40.000 немачких марака. Заменио је купе Е9 и искључиво се производио у стилу купе каросерије са двоја врата. Поред М635CSi/M6 модела, Е24 је покретао и низ М30 редни шестоцилиндрични мотори.
Е24 М635CSi (назван М6 у Северној Америци и Јапану) сматра се почетком линије модела М6. На већини тржишта М635CSi се покреће мотором М88 редним шестоцилиндричним. У Северној Америци и Јапану М6 покреће мање снажан S38 редни шестоцилиндрични мотор.

### Друга генерација (E63/E64; 2003–2010)
Е63/Е64 је друга генерација серије 6 и производила се од 2003. до 2010. године. Каросеријски стилови модела су купе (модел Е63) и кабриолет (модел Е64).
У јануару 2003. године, купе Е63 поново је представио серију 6, 14 година након што је серија Е24 завршила производњу. Неколико месеци касније, представљен је и кабриолет Е64. Е63/Е64 користи скраћену верзију шасије Е60 из серије 5, са којом дели многе карактеристике. Аутомобил је у почетку привукао критику због контроверзног стила и компликованог iDrive система.
Модел М6 представљен је 2005. године у купе и кабриолет верзијама. Покреће га S85 V10 мотор, а већина аутомобила продата је са седмостепеним аутоматизованим ручним мењачем („SMG III”).

### Трећа генерација (F06/F12/F13; 2011–2018)
F06/F12/F13 је трећа генерација серије 6 и производио се од 2011. до 2018. године. Каросеријске верзије су купе са четвора врата (модел F06, који се продавао као „гран купе”), кабриолет са двоја врата (модел F12) и купе са двоја врата (модел F13).
Представљен је на сајму аутомобила у Шангају 2011. године и на сајму аутомобила у Њујорку. Нова верзија купеа са четвора врата серије 6 представљена је 2012. године на салону аутомобила у Женеви; и заснован је на концепту CS Concept из 2007. године. Почетни модели укључивали су 3.0-литарски редни шестоцилиндрични мотор, 4.4-литарски V8 и 3.0-литарски редни шестоцилиндрични дизел, са варијантама са погоном на све точкове које су касније додате.
Рестајлинг је урађен 2015. године, са изменама дизајна и мањим побољшањима перформанси и уштеде горива. Фебруару 2017. године завршена је производња за купе верзију. Кабриолет је завршио производњу у фебруару 2018, а гран купе у октобру исте године.
F06/F12/F13 М6 покреће S63 твин-турбо V8 мотор са седмостепеним мењачем са двоструким квачилом. То је први М6 који користи турбо-мотор.

### Четврта генерација (G32; 2017–)
BMW G32 је четврта генерација серије 6, која се производи од 2017. године. Каросеријски облик модела G32 представља фастбек са петора врата и пласиран је као „серија 6 гран туризмо” (јер замењује претходну генерацију гран туризмо из серије 5 (F07)).
G32 је први пут представљен јуна 2017. године, а званично на салону аутомобила у Франкфурту септембра исте године. Асортиман мотора се састоји од турбо-бензинских четвороцилиндричних и шестоцилиндричних и шестоцилиндричних дизелских мотора. Већина модела има погон на задњим точковима, и као опционо на неким погоном на све точкове („xDrive”).